# Привольний (Безенчуцький район)
Привольний (рос. Привольный) — селище в Безенчуцькому районі Самарської області Російської Федерації.
Населення становить 204 особи. Входить до складу муніципального утворення міське поселення Осинки.

## Історія
Населений пункт розташований у межах українського етнічного та культурного краю Жовтий Клин.
Від 2005 року входило до складу муніципального утворення міське поселення Осинки.

## Населення
| 2010 | 2012 | 2013 | 2014 | 2015 | 2016 |
| ---- | ---- | ---- | ---- | ---- | ---- |
| 201  | ↘193 | ↗200 | ↘197 | ↗203 | ↗204 |